# Rōnin (DC Comics)
A Rōnin Frank Miller hatrészes mini képregénysorozata, mely a DC Comics kiadásában jelent meg 1983 és 1984 között.

## A sorozat megszületése és az alkotói folyamat
Frank Miller 1979 és 1983 között a Marvel Comics Fenegyerek nevű vak álarcos igazságtevőjének történetein dolgozott. Mikor Dennis O’Neil 1980-ban átvette a sorozat szerkesztését, arra biztatta Millert, hogy próbáljon kialakítani a szereplő számára egy látványában hihető harci stílust. Miller a kutatását először kungfu-filmek tanulmányozásával kezdte, majd figyelmét más harcművészeti stílusok, és azok spirituális oldalának megismerése fél fordította. A keresett elemeket és motívumokat végül Japán történelmi szamuráj-kultúrájában találta meg, melynek időtálló erkölcsi és etikai értékeit is a szereplő részévé próbálta tenni, valamint a kutatás során szerzett ismeretek hatására kezdtek körvonalazódni Millerben a Rōnin történetének elemei. Nyilatkozata szerint a minisorozat megírását megelőző egy-két évben minden elérhető könyvet elolvasott, ami a szamurájokkal foglalkozott. Millert leginkább a róninok, az úr nélküli szamuráj harcosok ragadták meg. Sorozatának alapötlete a sorsnak kiszolgáltatott, elidegenedett, becsületét vesztett és jogfosztott férfi lett. Miller észrevétele és megítélése szerint a modern társadalomban bizonyos tekintetben mindenki egyfajta róninná vált: az emberek számára a becsület, a hazafiság, a hit és más erkölcsi fogalmak elveszítették a jelentésüket. Miller ezt tekintette Rōnin központi témájának, melyen keresztül párhuzamot vont a feudális Japán és a huszadik század Amerikája között.
A DC Comics szerkesztői ebben az időben merész, újító alkotókat kerestek a kiadó számára. Miller akkor nyújtotta be ötletét a kiadónak, mikor Jenette Kahn szerkesztő meghívta őt, hogy lehetséges közös munkákról tárgyaljon vele. Kahn minden ötletre nyitott volt még a tárgyaláson elfogadta a Rōnin ötletét. A füzet formátumát és megjelenési rendjét később Dick Giordanóval, a DC főszerkesztőjével közösen dolgozták ki úgy, hogy az minél jobban megfeleljen a minisorozat számára. Ennek eredményeként alakult ki a Rōnin hat, egyenként 48 oldalas füzetre bontott története, melyeket hat hetes megjelenési ciklussal terveztek kiadni. Miller minőségi képregényfüzetben, bevonatos papíron és festett színezéssel szerette volna viszontlátni munkáját. Bob Rozakis, a DC gyártási részlegének vezetője segített megszervezni Miller számára az általa kért papírt és festési eljárást, melyeket korábban még egyetlen nagyobb képregénykiadó sem alkalmazott.
A minisorozat elkészítése közben Miller máson nem dolgozott, és mivel a Rōnin önálló mű volt, ami nem képezte részét egyetlen kiadó nagyobb kitalált világának sem, jóval tudatosabban is készült annak megalkotására, mint ahogyan korábban Fenegyerek sorozatán dolgozott, melybe gyakorlatilag csak belecsöppent. A Fenegyerek sorozatával ellentétben, melyen Miller általában Klaus Jansonnal együtt írta a történeteket, a Rōnin szkriptjén egymaga dolgozott. A sorozat szerkesztőjeként igen nagy alkotói szabadságot élvezett, így a ceruza- illetve a tusrajz elkészítése során többször is előfordult, hogy megváltoztatta a forgatókönyvet, és akár egész jeleneteket is kihagyott vagy megváltoztatott, ha úgy érezte, hogy az nem szolgálja a cselekmény előrehaladását, vagy nem szolgálja annak megértését. A Rōnin képi világának kialakítása során Millerre nagy hatással volt Koike Kazuo és Kodzsima Gószeki Japán edo-kori környezetében játszódó Kozure Ókami című mangája. Bár a műnek ekkor még nem jelent meg angol nyelvű fordítása, Miller saját bevallása szerint képes volt anélkül „elolvasni” a képregényt, hogy egyetlen szót is tudott volna japánul, mivel annak képei olyan tökéletesen közvetítették a történetet. Miller nem próbálta utánozni Kodzsima rajzstílusát, de annak jelentős hatása volt rá. Hogy a képek összhangja természetesebb legyen, Miller már a Rōnin vázlatainak elkészítésekor elhelyezte a szóbuborékokat a paneleken. A szöveg bírását John Costanza végezte. Miller nyilatkozata szerint bár a jelenetek egyes részleteiről, például a napszakokról egyeztettek Lynn Varleyvel, a sorozat színezőjével, Miller többnyire kivonta magát ebből a munkafolyamatból. Megítélése szerint Varley munkája a Rōninon értékes példája annak, hogy a színezés milyen fontos eleme a képregényeknek.
Miller nem tervezett folytatást a minisorozat számára, mivel úgy vélte, hogy a zárt történetek sokkal nagyobb szabadságot biztosítanak az író számára, aki így bármit megtehet bármelyik szereplővel.

## A cselekmény
Valamikor és valahol a feudális kori Japánban egy fiatal szamuráj és ura, Ozaki támadóik ellen küzdenek. A harc után Ozaki felfedi az ifjú előtt, hogy a haramiák az Agat nevű alakváltó démon szolgái voltak. Ozaki évekkel korábban ellopta Agat hatalmas erejű kardját, mely az általa kiontott vérből nyeri erejét. A vérkard még magát Agatot is képes elpusztítani, de csak akkor, ha előtte egy ártatlan, nemes ember életét is kioltják vele. Támadóik ezt a kardot akarták visszaszerezni uruknak. Aznap este a démonnak sikerül végeznie Ozakival, de a kardot nem tudja megszerezni. Ura halála után, az immár róninná vált ifjú készen áll rituális öngyilkosságot, szeppukút elkövetni, mikor Ozaki szelleme felszólítja, hogy mielőtt csatlakozhatna hozzá a másvilágon, bosszút kell állnia a démonon. Tizenöt évvel később a rónin beváltja bosszúját, és saját vérével hatalmat adva a kardnak halálos sebet ejt magán és Agaton. A démon azonban haláluk előtt mindkettejüket a kardba zárja.
Évszázadokkal később New York városában, egy disztópikus jövőben, mely Frank Miller nyilatkozata szerint nagyjából a 2020-as, 2030-as évekre tehető, riad fel álmából Billy Challas, aki a rónin történetéről álmodott. Challas genetikai hibái miatt lábak és karok nélkül született. A Manhattan szívébe, kísérleti bioáramkörökből telepített Aquarius nevű létesítmény alkalmazottja, ahol telekinetikus adottságait használva a Virgo nevű mesterséges intelligenciával kibernetikus protézisek kifejlesztésén dolgoznak. Challas egyre nyugtalanabbá válik az álmok miatt, ezért Virgo utánanéz az általa leírtaknak. A mesterséges intelligencia állítása szerint néhány héttel korábban felbukkant egy Challas leírásának megfelelő kard, amiről azt beszélték, hogy misztikus erővel rendelkezik. Mikor a tárgyat lézerrel kezdték vizsgálni, a szobában mindenki rejtélyes körülmények között elhamvadt, a kard pedig eltűnt. Challas pánikba esik és azt állítja, hogy a kard foglyai kiszabadultak, a rónin lelke pedig meg akarja szállni a testét. Az egyik megfigyelő monitoron hirtelen feltűnik Agat, aki átküzdve magát az Aquarius védelmi rendszerein egyenesen Challas felé tart. Challas magához kezdi vonni a körülötte található bioáramköröket, amikből új végtagokat állít össze magának. Mikor Agat eléri a kamráját, Virgo felrobbantja magát, mely Agatot és Challast a város két különböző pontjára repíti.
A robbanást követően a rónin szelleme teljesen eluralja Challas testét és elnyomja a tudatát. Míg a japán harcos elveszetten bolyong a számára új világban, a rasszista bandák uralta városban, addig Agat megöli Taggartot, az Aquarius tulajdonosát, felveszi az alakját és átveszi a helyét. Az Aquarius rövid idővel a robbanás után elkezdi újjáépíteni önmagát, a szintén újjáéledő Virgo pedig ragaszkodik hozzá, hogy Casey McKeanna, a létesítmény biztonsági főnöke azonnal kutassa fel a rónint. A magát Taggartnak kiadó Agat az Aquarius saját magától, egyre rohamosabb ütemben fejlődő technológiáját fegyvergyártásra akarja felhasználni és felkínálni más vállalatoknak. Ez gyanússág válik Peter McKenna-nek, Casey férjének, a bioáramkörök feltalálójának, mivel Taggart korábban a technológiát csak békés felhasználásra szánta. Eközben a rónin végez az elfogására küldött emberekkel, ezért Casey egy csapattal saját maga indul az felkutatására. A japán harcos Challas telekinetikus erejét felhasználva könnyedén elemeire bontja a biztonsági személyzet felszerelését, mely azonban teljesen kimeríti. Miközben a rónin tehetetlenül hever, a helyi bandák tagjai a kannibálok lakta csatornába vetik Casey és embereit. A rónin magához térve Challas személyiségének a hatására, aki gyengéd érzelmeket táplál a nő iránt, Casey megmentésére indul.
Virgo Peternek is elmeséli Challas mágikus átalakulását a róninná, aki azonban nem hisz az egészben. Megpróbálja kideríteni, hogy mi is történet valójában, és arra kezd gyanakodni, hogy maga Virgo végzett Taggarttal és kezdte el manipulálni az eseményeket. Agat nem sokkal ezután elfogatja és bezáratja Petert. Eközben a róninnak sikerül megmentenie Caseyt, aki viszonozni látszik a japán harcos érzéseit. Együtt indulnak vissza az Aquariusba, hogy a rónin leszámolhasson régi ellenfelével. Útközben maga Casey is változásán megy keresztül: a Virgo által legyártott robotokat középkori japán haramiáknak kezdi látni, és olyan harcművészeti tudásra tett szert, amivel korábban nem rendelkezett. A robotoknak végül sikerül elfogniuk a rónint, akit visszavisznek az Aquariusba. Virgo megpróbálja meggyőzni Caseyt, hogy a japán harcos manipulálni próbálja őt, de a nő nem hisz neki és a férfi megmentésére indul. Miután sikerül bejutni az Aquariusba, rátalál férjére, aki elmondja neki, hogy a történtek hátterében valóban Virgo áll. A mesterséges intelligencia az őt alkotó bioáramköröket akarja a bolygó domináns életformájává tenni, amihez Challas hatalmas, de lappangó telekinetikus erejét akarja felhasználni. A rónin és a démon valójában csak Challas képzeletében létezik, akiket saját ereje tett valósággá. Virgo ezen a fantázián keresztül tartja irányítása alatt tartani Challast. Peter végül szintén Virgo áldozatává válik.
Miután Casey eljut a fogva tartott róninhoz, ismét visszaesik Challas fantáziavilágába. A vérkard helyett pisztolyával végez Agattal, akiről kiderül, hogy csak Virgo egyik robotja. Kiszabadítja a rónint, és tovább játssza a szerepét, hogy véget vessen Virgo cselszövésének. Megszégyeníti a rónint, hogy neki, mint nőnek kellett végeznie a démonnal, és felszólítja a harcost, hogy szeppukút hajtson végre. Virgo megpróbálja megállítani Challast, hogy ismét átvegye felette az irányítást, de sikertelenül. A rónin végül kardjával átvágja a szívét, Casey pedig lecsapja a fejét. Challas elszabaduló telekinetikus ereje elpusztítja az Aquariust, és vele együtt New Yorkot is. Az történet utolsó képén látszólag csak ketten élték túl a robbanást, Casey és a rónin.